# Ведмедиця чорна
Ведмедиця чорна (Epatolmis caesarea) — вид метеликів з родини еребід (Erebidae).

## Поширення
Він поширений в Європі, Малій Азії та південному Сибіру через Амур, Монголію, Північний Китай аж до Кореї та Японії.Трапляється на сонячних і сухих кам'янистих схилах, на бідних поживними речовинами луках, піщаних ґрунтах і перелогах, а також у рідколіссях і парках.

## Опис

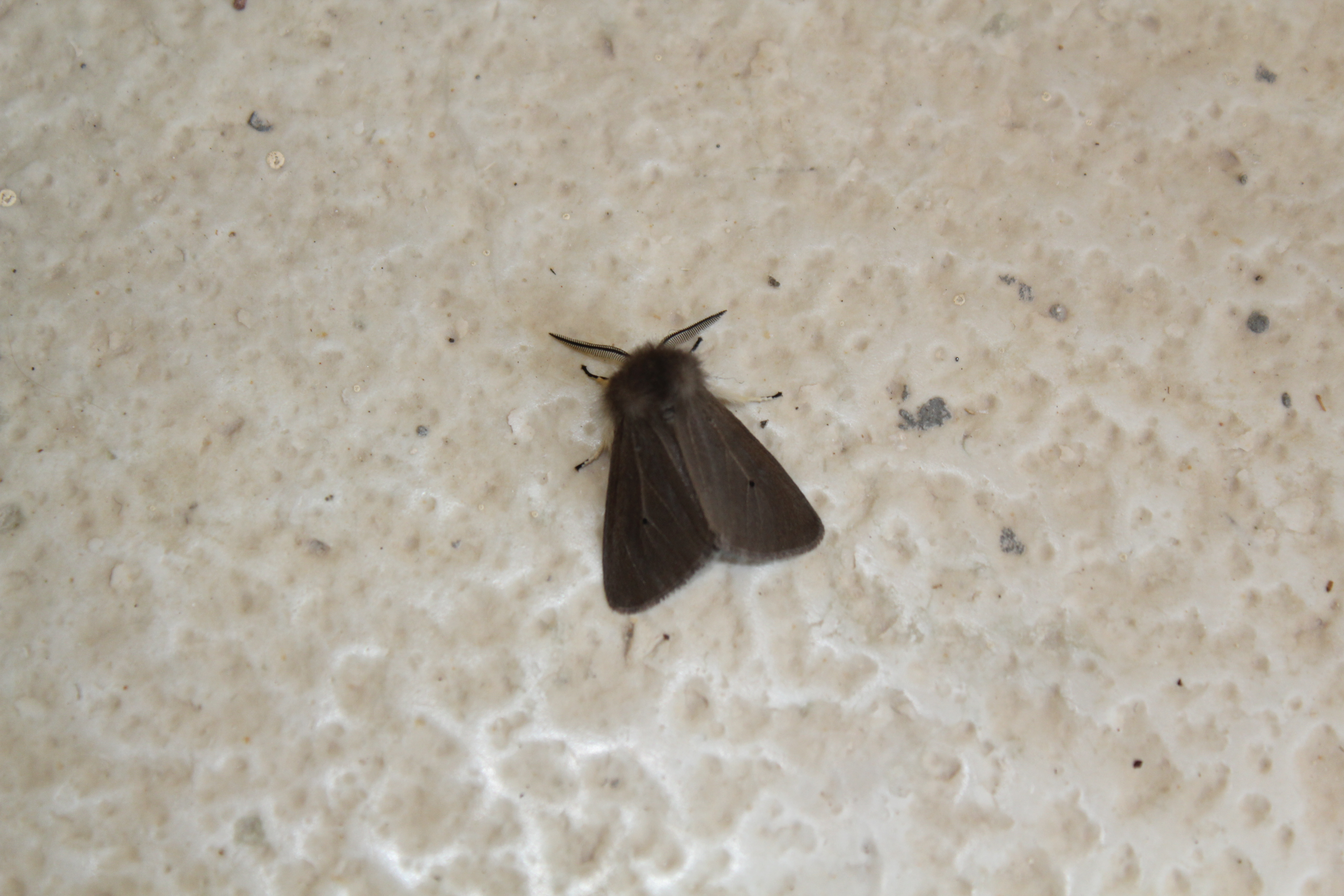

Метелики з розмахом крил від 35 до 40 мм. Передні крила чорні. Задні крила такі ж, тільки внутрішня сторона має вузьку помаранчеву смужку. Хутро навколо голови і грудей теж чорне. Черево помаранчеве або жовте з чорними крапками, що сходять по спині.
Гусениці також чорні з оранжево-червоною спинкою.

## Спосіб життя
Гусениці харчуються різними рослинами, включаючи види Rubus, Atriplex, Cynoglossum, Plantago, Veronica, Stellaria, Galium, Hieracium та Euphorbia.